# Liga Atlántica de Football
La Liga Atlántica de Football fue una liga que se desarrolló en la Ciudad de Colón, Panamá. fundado en 1933.

## Historia
Uno de los puntos de partida del fútbol en Panamá, se dio en lo que fue la antigua ciudad de Aspinwall, luego llamado hasta en la actualidad como Ciudad de Colón, y la que luego se propagó en la Ciudad de Panamá. Fue traído a esta ciudad por los marinos de las compañías navieras inglesas, allá en los años de 1880, aunque no fue de balompié propiamente dicho con todas su reglas. Luego pasaría muchos años hasta que el deporte ganara más aceptación, pero no se organizaría esta liga hasta el año de 1933, por la idea de Don Justiniano Cárdenas. El mismo fundo la Liga Atlántica de Football, ante la polarización de este deporte en la Ciudad de Panamá, los colonenses buscaban su espacio y la idea de un campeonato nacional interprovincial, el primer Campeón fue el Colón Rangers. 
En 1934, con el juego entre los equipos Roxy de la capital y el Colón Rangers, en disputa de la Copa Teatro Strand, y que luego quedó “desierta”, sentó las bases para que en 1937 ambas ligas (Liga Nacional de Football y la Liga Atlántica de Football) que quedaron antagonizadas en principio, pudieran reunirse y se fundara la Fepafut.